# Panellinion (barco de 1855)
Panellinion (en griego: Πανελλήνιον) fue uno de los primeros buques de vapor griegos de este tipo con hélice, utilizado inicialmente como barco de correos, más tarde como buque de guerra auxiliar y, finalmente, como barco mercante durante casi medio siglo. El barco tuvo una distinguida carrera y alcanzó la fama en el país.

## Construcción
Construido en 1855, durante el reinado del rey Otón, formaba parte de los esfuerzos por modernizar y renovar la Marina Real Griega. El barco se construyó en los astilleros Henderson bajo la supervisión de G. Tombazis. Tenía dos mástiles y una chimenea. Su velocidad alcanzaba los 11 nudos.

## Historia

### Revuelta cretense de 1866-1869
Durante el reinado del rey Jorge I, comenzó una revolución en Creta en 1866. El Panellinion, junto con el Hydra, fueron equipados en los astilleros de Syros con dos cañones cada uno y se utilizaron inmediatamente para romper el bloqueo otomano de Creta, así como para el envío de tropas y suministros. Debido a su limitada capacidad, estos dos barcos fueron sustituidos posteriormente por Arkadi, Kriti y Enosi.
Durante esta revolución, el Panellinion realizó un total de nueve misiones y varias patrullas de reconocimiento más pequeñas. En los tres años de servicio en la revolución, sus comandantes fueron N. Sachtouris, B. Orloff y N. Angelikaris.
El 1 de octubre de 1866, después de que el Panellinion entregara una escuadra de voluntarios al mando del mayor Charalambos Zymvrakakis y suministros en Loutro, fue atacado por la guardia costera otomana. Sin embargo, logró escapar cortando su ancla.

### Revuelta cretense de 1878
Durante la revolución de 1878 en Creta, el Panellinion desempeñó un papel similar y realizó 17 misiones. Sus comandantes durante este periodo fueron N. Sourmelis y N. Drivas.
Posteriormente, Panellinion fue transferido a la New Steamship Company en la isla de Syros.

### Destrucción
Durante la Primera Guerra Mundial, en 1916, fue destruido frente a la isla de Imbros. Todavía no está claro si el vapor fue torpedeado por un submarino o alcanzado por una mina.

## Capitanes

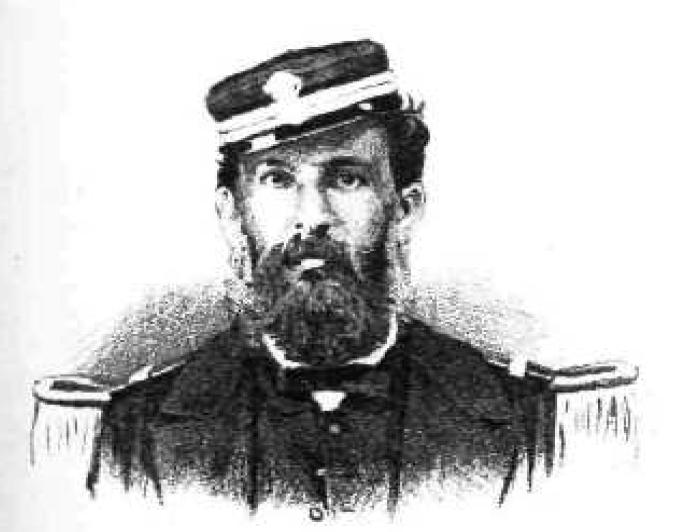
Capitán N. Sakhtouris
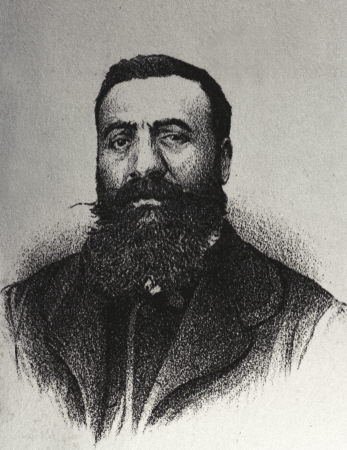
Capitán N. Angelicaras